# Adriano Imfeld

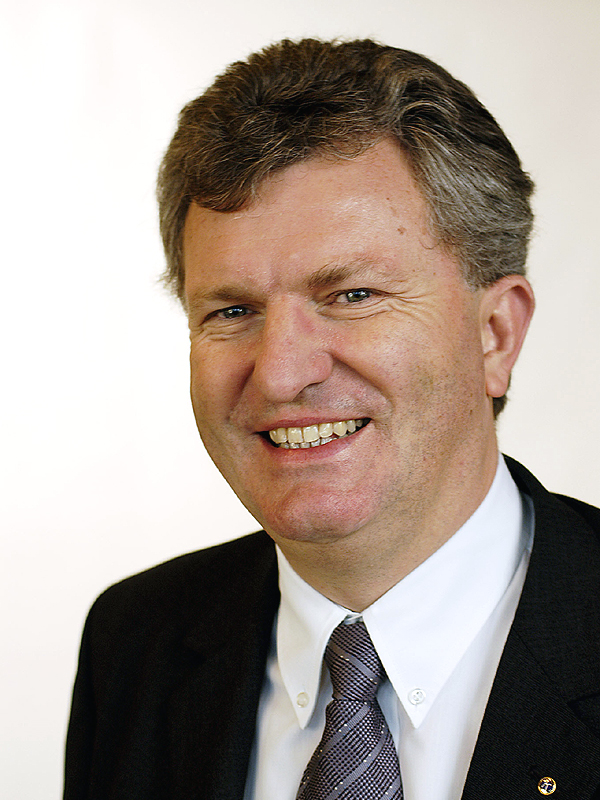
Adriano Imfeld

Adriano Imfeld (* 4. Dezember 1954 in Basel) ist ein Schweizer Unternehmer und Politiker (CVP).

## Leben
1981 erlangte er das Lizenziat an der Hochschule St. Gallen in der Fachrichtung Revisions- und Treuhandwesen. 1984 erlangte er das Diplom als Wirtschaftsprüfer. Heute ist er Inhaber und der einzige Verwaltungsrat der Imfeld Treuhand- und Revisions AG in Sarnen, welche er als geschäftsführender Wirtschaftsprüfer und -berater auch selber führt. Daneben ist er Verwaltungsrat bei verschiedenen Unternehmen in der ganzen Schweiz.
Imfeld ist Vater eines Sohnes.

## Politik
- 1986–1990: Einwohnergemeinderat und Finanzchef von Sarnen
- 1988–1996: Kassier des Hauseigentümerverbandes Obwalden
- 1990–1996: Sekretär der Freien Industrie-Vereinigung Obwalden
- 1989–1994: Vizepräsident der kantonalen Steuer-Reukurskommission

Imfeld gehörte von 1994 bis 2002 dem Kantonsrat von Obwalden an, den er in der Amtsperiode 2001/02 präsidierte. 2001 rückte er nach dem Rücktritt von Adalbert Durrer und nach stiller Wahl in den Nationalrat nach und wurde bei den Wahlen 2003 bestätigt. Bei den Parlamentswahlen 2007 kandidierte er nicht mehr.